# Visconde de Cortegaça
Visconde de Cortegaça é um título nobiliárquico criado por D. Carlos I de Portugal, por Decreto de 2 de Maio de 1907, em favor de António de Abreu de Lima Pereira Coutinho.
Titulares
1. António de Abreu de Lima Pereira Coutinho, 1.º Visconde de Cortegaça.

Após a Implantação da República Portuguesa, e com o fim do sistema nobiliárquico, usaram o título: 
1. António de Magalhães Barros de Araújo Queirós, 2.º Visconde de Cortegaça;
2. António de Abreu Calheiros de Noronha Lobo Machado Pereira Coutinho, 3.º Visconde de Cortegaça;
3. Francisco Maria de Fátima de Magalhães Pereira Coutinho, 4.º Visconde de Cortegaça.